# Segelfluggelände

Übersichtskarte der Segelfluggelände in Deutschland

Ein Segelfluggelände, umgangssprachlich auch Segelflugplatz, ist ein Flugplatz, auf dem Segelflugzeuge und nicht selbststartende Motorsegler generell starten und landen dürfen. Segelfluggelände werden meist von ortsansässigen Luftsportvereinen unterhalten und gepflegt. Es besteht keine Betriebspflicht.
Die Anlage eines Segelfluggeländes ist genehmigungspflichtig. Der Antrag zur Genehmigung eines Segelfluggeländes muss u. a. einen Übersichtsplan, einen Lageplan des Gebietes und ein Gutachten eines Sachverständigen über die Eignung des Segelfluggeländes enthalten.

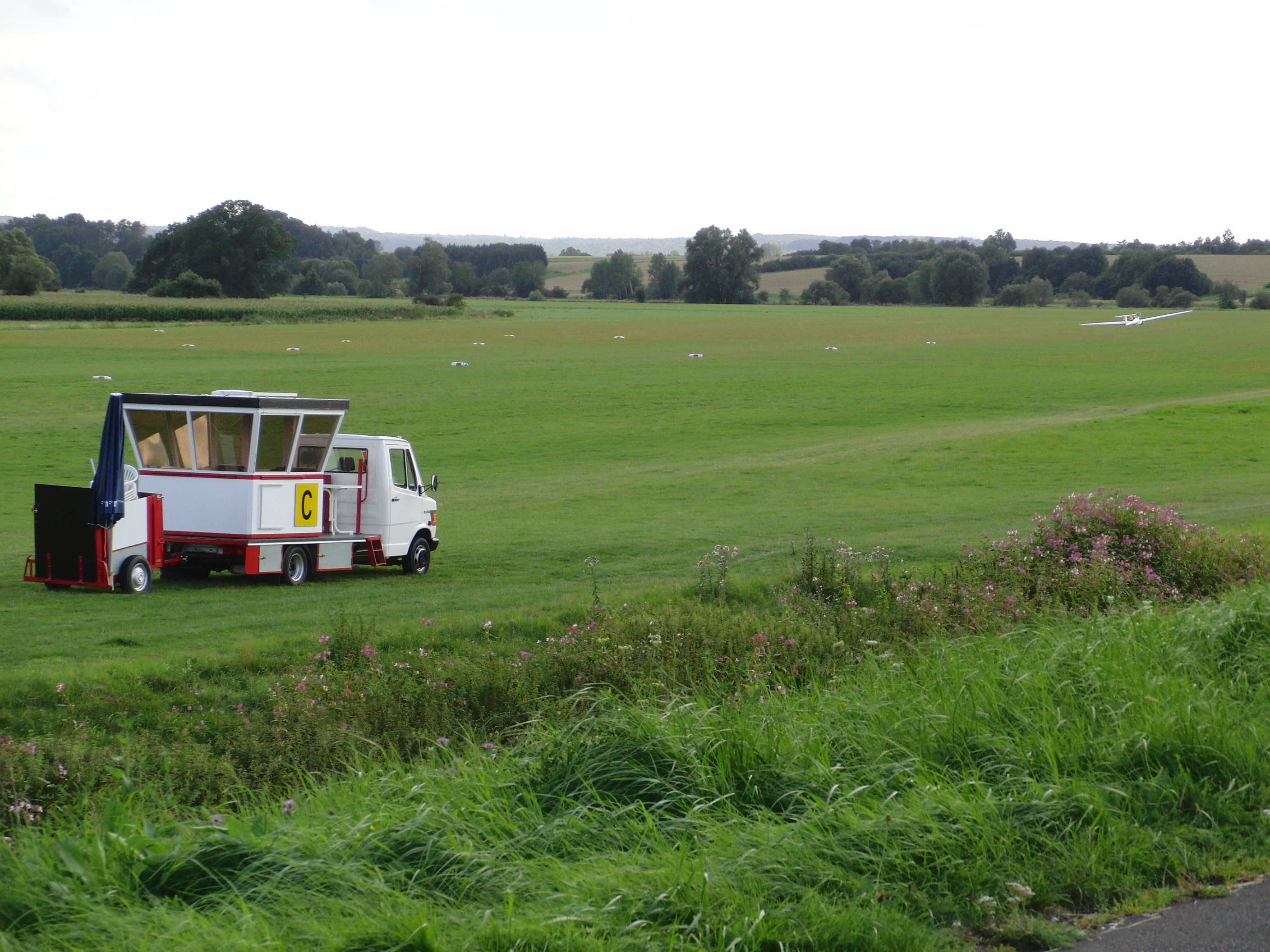
Ein typisches Segelfluggelände mit Graspiste und mobilem Tower

Starts von Segelflugzeugen und nicht selbststartenden Motorseglern werden entweder mit einer Startwinde oder per Flugzeugschlepp durchgeführt, andere Startarten sind selten.
Die Betriebsgenehmigung kann erweitert werden auf die Benutzung durch selbststartende Motorsegler, Freiballone und Luftsportgeräte (z. B. Ultraleichtflugzeuge). Auch für Motorflugzeuge kann eine generelle Genehmigung erteilt werden, jedoch nur soweit sie zum Schleppen von Segelflugzeugen, Motorseglern oder Hängegleitern bzw. zum Absetzen von Fallschirmspringern verwendet werden. Landungen und Starts aller anderen Motorflugzeuge sind nicht generell erlaubt, sondern bedürfen einer einmalig gültigen Sondererlaubnis, die bei der zuständigen Luftfahrtbehörde beantragt werden muss.
Im Unterschied zu Verkehrslandeplätzen und Sonderlandeplätzen dürfen auf Segelfluggeländen Motorflugzeuge nur innerhalb der oben genannten Grenzen betrieben werden. Zudem benötigen Segelfluggelände keinen Bauschutzbereich gemäß Luftverkehrsgesetz.